# Torbacze
Torbacze, workowce (Marsupialia) – infragromada lądowych ssaków z podgromady żyworodnych (Theria), do których zalicza się około 330 gatunków o różnorodnym wyglądzie i trybie życia, a także różnych preferencjach pokarmowych, zarówno drapieżnych, jak owadożernych, roślinożernych i wszystkożernych. Torbacze są drugą, obok łożyskowców (Placentalia), linią ewolucyjną ssaków (Mammalia). W zapisie kopalnym obecne są od okresu kredy, największe kopalne gatunki osiągały rozmiary nosorożca . Obecnie z niektórych gatunków pozyskuje się futra i mięso.
Współcześnie żyjące torbacze występują głównie w krainie australijskiej (ponad 200 gatunków), w mniejszym stopniu w Ameryce Południowej i Środkowej oraz jeden gatunek (dydelf czarnouchy) w Ameryce Północnej. Zostały introdukowane do Nowej Zelandii, na Hawaje i Wyspy Brytyjskie. Zajmują zarówno tereny suche i pustynne, jak również tropikalne lasy deszczowe, a nawet tereny zurbanizowane. Prowadzą głównie naziemny lub nadrzewny tryb życia, rzadziej podziemny lub ziemnowodny (japok). Większość jest aktywna w nocy. Poza okresem rozrodu żyją zwykle pojedynczo, z wyjątkiem stadnych kangurów i walabii.

## Ewolucja i systematyka
Najstarszym poznanym gatunkiem torbaczy jest wymarły †Sinodelphys szalayi, którego szczątki odkryto w 2003 w Chinach. Żył 125 mln lat temu. Kopalne torbacze są znane głównie z Ameryki Północnej i Południowej z okresu górnej kredy. Były szeroko rozprzestrzenione, ich ślady znaleziono na niemal wszystkich kontynentach. Największy rozkwit osiągnęły w Australii, dokąd dotarły z Ameryki Południowej przez Antarktydę 100–65 mln lat temu. Prawdopodobnie zostały wyparte przez ssaki łożyskowe, a ich zasięg ograniczył się do dzisiejszego obszaru występowania z powodu utrudnionego dostępu łożyskowców do Australii i Ameryki Południowej. 
W tradycyjnej klasyfikacji torbacze miały rangę rzędu, w którym wyróżniano 19 rodzin. 
Według najnowszej systematyki wśród torbaczy wyróżnia się jeden nadrząd wraz z następującymi rzędami:
- Australidelphia F.S. Szalay, 1982 – australotorbowe
  - Dasyuromorphia Gill, 1872 – niełazokształtne
  - Diprotodontia R. Owen, 1877 – dwuprzodozębowce
  - Microbiotheria F. Ameghino, 1889 – torbikowce
  - Notoryctemorphia Kirsch, 1977 – kretoworokształtne
  - Peramelemorphia Kirsch, 1968 – jamrajokształtne
- incertae sedis
  - Didelphimorphia Gill, 1872 – dydelfokształtne
  - Paucituberculata F. Ameghino, 1894 – skąpoguzkowce

Taksony wymarłe o niepewnej pozycji systematycznej:

Rzędy:
- Yalkaparidontia M. Archer, Hand & Godthelp, 1988

Rodziny:
- Groeberiidae B. Patterson, 1952
- Numbigilgidae Beck, M. Archer, Godthelp, Mackness, Hand & Muirhead, 2008
- Yingabalanaridae M. Archer, Every, Godthelp, Hand & Scally, 1990

## Charakterystyka

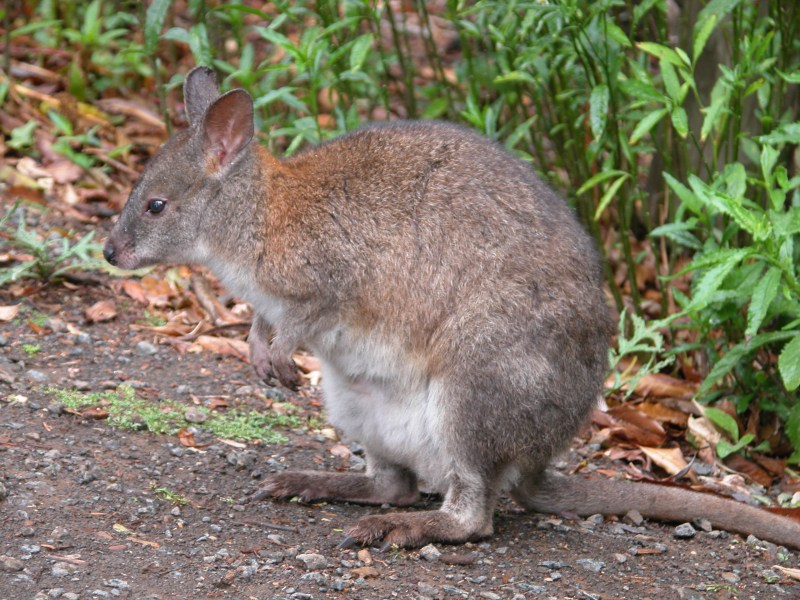
Pademelon czerwonoszyi

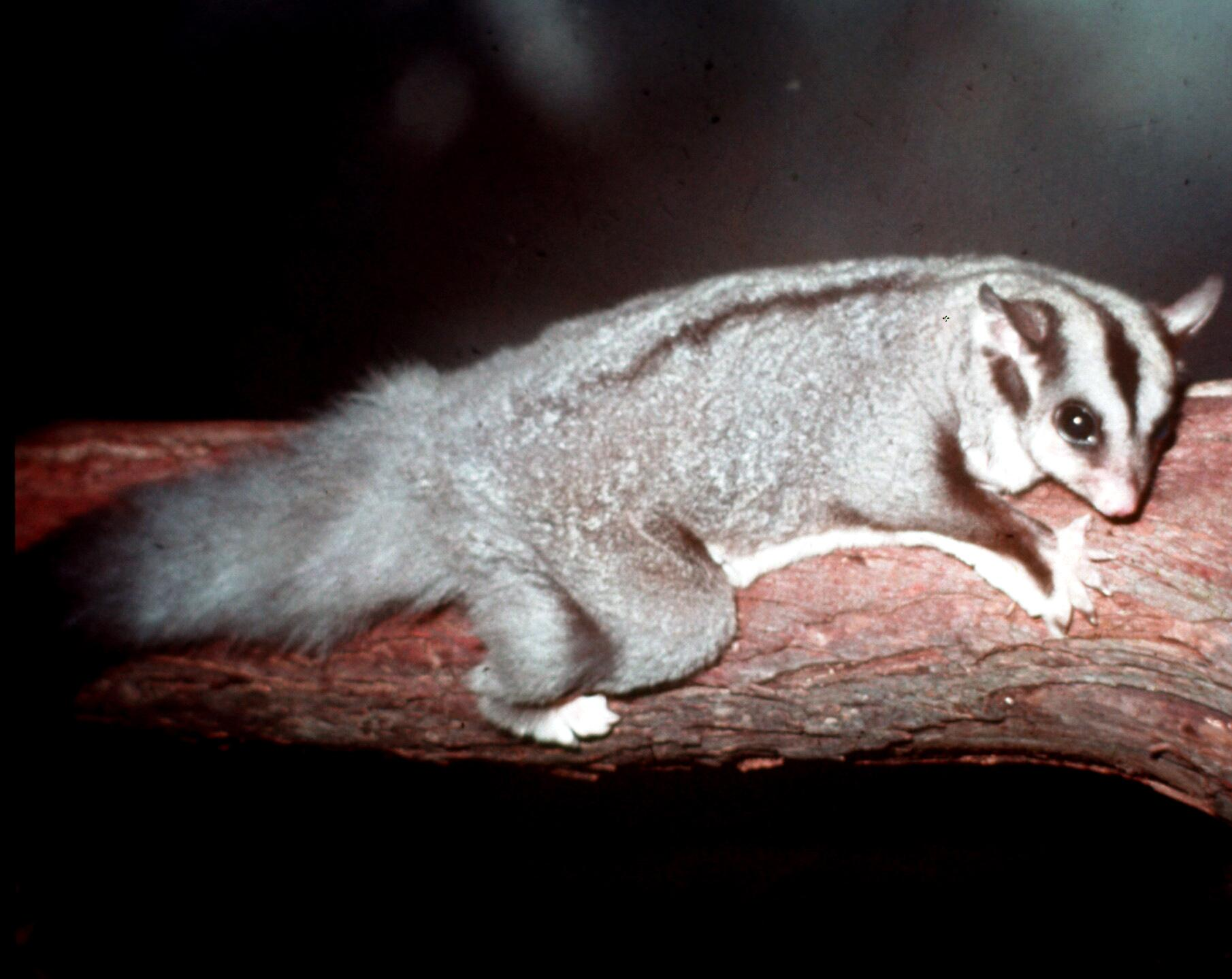
Lotopałanka karłowata

Torbacze osiągają masę ciała od 4 g (ryjowniczka długoogonowa) do 90 kg (kangur olbrzymi). Kształt ciała jest zróżnicowany – jedne są podobne do szczura z wydłużonym pyskiem i dłuższymi tylnymi kończynami (np. monodelf południowy, zbójnik), inne typowo czworonożne, sprawnie biegające, podobne do wilka (wilkowór tasmański, diabeł tasmański), jeszcze inne – dwunożne, skaczące na tylnych nogach (kangury). Gatunki nadrzewne posiadają chwytne ogony lub fałdy skórne umożliwiające lot ślizgowy. Tylne kończyny wielu gatunków torbaczy są wyraźnie dłuższe od przednich, stanowią główny narząd ruchu. Palce, poza pierwszym palcem stopy większości gatunków, są zakończone pazurami. W skórze występują gruczoły łojowe i potowe. 

## Biologia rozwoju
Podstawową cechą odróżniającą torbacze od ssaków łożyskowych jest sposób rozrodu i rozwoju zarodka. Układ rozrodczy samic składa się z dwóch jajowodów i dwóch macic połączonych z dwiema pochwami uchodzącymi do steku. U samców większości gatunków występuje rozwidlone prącie. U pierwotnych torbaczy prawdopodobnie występowało funkcjonalne łożysko żółtkowe jednak jego rola uległa redukcji i dziś zachowało swą funkcję tylko u nielicznych torbaczy, takich jak jamraje. Nie występuje typowe dla ssaków wyższych właściwe łożysko omoczniowe, samice po krótkotrwałej ciąży (od kilkunastu do kilkudziesięciu dni) rodzą młode w bardzo wczesnym stadium rozwoju. Dalszy rozwój przebiega u większości gatunków w fałdzie skóry, tzw. torbie lęgowej (marsupium) samicy, do której młode przedostają się o własnych siłach. W torbie przytwierdzają się do sutków matki i rozpoczynają pobieranie pokarmu. Młode pozostaje w torbie matki przez kilka tygodni, a nawet miesięcy. Najlepiej wykształconą torbę stwierdzono u kangurowatych i wombatowatych.